# The People United Will Never Be Defeated!
The People United Will Never Be Defeated! ist der Titel eines 1975 entstandenen, umfangreichen Variationenwerks für Klavier des US-amerikanischen Komponisten und Pianisten Frederic Rzewski (1938–2021) über das chilenische Protestlied El pueblo unido.

## Entstehung
Den Auslöser zur Komposition von The People United Will Never Be Defeated! im Jahr 1975 bildete die Bitte der mit Frederic Rzewski befreundeten Pianistin Ursula Oppens, ihr ein Werk für ein 1976 anlässlich der 200-Jahr-Feiern der Vereinigten Staaten stattfindendes Konzert zu schreiben. Oppens studierte zu dieser Zeit auch Beethovens Diabelli-Variationen, für Rzewski eventuell eine Anregung, ebenfalls ein groß dimensioniertes Variationenwerk in Angriff zu nehmen. Als Thema legte er das Protestlied El pueblo unido, jamás será vencido („Das vereinte Volk wird niemals besiegt werden“) des chilenischen Komponisten Sergio Ortega zu Grunde, das wenige Jahre zuvor in der Zeit der Regierung von Salvador Allende entstanden und nach dem Militärputsch von Augusto Pinochet zu einem musikalischen Symbol des Widerstands geworden war.

## Uraufführung
Die Uraufführung von The People United Will Never Be Defeated! durch Ursula Oppens fand am 7. Februar 1976 im Kennedy Center in Washington, D.C. statt, womit der Komponist zu den 200-Jahr-Feiern durch musikalische Mittel ein unmissverständliches Statement zur Politik seines Landes lieferte, das am Putsch Pinochets maßgeblich beteiligt war. Der Kritiker der New York Times, Harold C. Schonberg, bezeichnete das Werk nach der Uraufführung als „a landmark in the history of piano music“.

## Charakterisierung
Das sehr ausgedehnte – die Spieldauer beträgt um die 55 Minuten – und hohe pianistische Ansprüche stellende Werk umfasst neben dem am Ende wiederkehrenden Thema 36 Variationen sowie optional eine vom Pianisten zu improvisierende Kadenz, so dass sich folgende Gliederung ergibt:
- Thema With determination
- Variation 1  Weaving: delicate but firm
- Variation 2  With firmness
- Variation 3  Slightly slower, with expressive nuances
- Variation 4  Marcato
- Variation 5  Dreamlike, frozen
- Variation 6  Same tempo as beginning
- Variation 7  Lightly, impatiently
- Variation 8  With agility; not too much pedal; crisp
- Variation 9  Evenly
- Variation 10  Comodo, recklessly
- Variation 11  Tempo I, like fragments of an absent melody – in strict time
- Variation 12
- Variation 13
- Variation 14  A bit faster, optimistically
- Variation 15  Flexible, like an improvisation
- Variation 16  Same tempo as preceding, with fluctuations; much pedal / Expansive, with a victorious feeling
- Variation 17  L.H. strictly:  R.H. freely, roughly in space
- Variation 18
- Variation 19  With energy
- Variation 20  Crisp, precise
- Variation 21  Relentless, uncompromising
- Variation 22  Very expressionate
- Variation 23  As fast as possible, with some rubato
- Variation 24
- Variation 25
- Variation 26  In a militant manner
- Variation 27  Tenderly, with a hopeful expression: cadenza
- Variation 28
- Variation 29
- Variation 30
- Variation 31
- Variation 32
- Variation 33
- Variation 34
- Variation 35
- Variation 36
- Cadenza (Optional Improvisation)
- Thema (Reprise)

Strukturell liegt ein an serielle Verfahren angelehntes Konzept zu Grunde. Dabei sind jeweils 6 Variationen (die stets 24 Takte umfassen) zu einer Gruppe zusammengefasst, wobei immer die sechste Variation (also Nr. 6, 12 etc.) die fünf vorangehenden in verkürzter Form rekapituliert. In einer weiteren Konzentration bündeln die Variationen 31 bis 36 die Nummern 1 bis 30, um in Variation 36 schließlich das Material sämtlicher vorausgehender Variationen zu konzentrieren. Zudem weist der Zyklus eine Dreiteilung im Sinne der Sonatensatzform auf, wobei Variation 1 bis 18 der Exposition, Variation 19 bis 30 der Durchführung und die Variationen 31 bis 36 der Reprise entsprechen.
Das Werk ist durch große stilistische Pluralität gekennzeichnet, die oft abrupt von einer zur nächsten Variation wechselt. Tonale Strukturen nach Art der Musik des 19. Jahrhunderts (Variation 25 bis 36 wandern durch sämtliche Molltonarten, jeweils eine Quinte nach oben) stehen neben Atonalem (Variation 10) oder Elementen des Jazz (Variation 13), des Folk oder des Minimalismus. Vielfach werden kontrapunktische Verfahren eingesetzt (z. B. Kanons in Variation 4 und 8). Von steigernder Wirkung sind Ostinati in den letzten Variationen. In zwei Variationen erscheinen musikalische Zitate anderer politischer Gesänge: In Variation 13 das italienische Revolutionslied Bandiera rossa, in Variation 26 das Solidaritätslied von Hanns Eisler. An einzelnen Stellen werden auch außermusikalische Effekte eingesetzt (Pfeifen, zufallender Klavierdeckel).

## Einspielungen
Es liegen mehrere Einspielungen des Werkes vor, neben dem Komponisten selbst und der Pianistin der Uraufführung Ursula Oppens (im Aufnahmejahr 1979 „Record of the Year“ und Grammy-nominiert) etwa durch Marc-André Hamelin, Ole Kiilerich, Kai Schumacher, Stephen Drury, Benyamin Nuss, Christopher Hinterhuber, Jerome Lowenthal und Igor Levit.